# Kaspar Faber
Kaspar Faber (Langenzenn, Baviera; 31 de marzo de 1730-Stein, Baviera; 1784) fue un carpintero y emprendedor alemán. Es el fundador de una empresa de papelería que creaba lápices, el antecesor directo de Faber-Castell.

## Biografía

### Carpintería
Después de terminar la escuela, Faber se formó como carpintero. En 1758 se trasladó de la ciudad de Langenzenn al municipio de Stein, cerca de Núremberg. Su hijo Anton Wilhelm Faber nació ese mismo año.
Dos años más tarde se instaló definitivamente en Stein como carpintero y en 1761 abrió un pequeño taller donde producía lápices, actividad típica del oficio de carpintero en aquella época. Los esfuerzos para convertir la fabricación de lápices en un oficio aprobado por el gremio fracasaron debido a la falta de aprobación del Nuremberg Rugsamt, que supervisaba los comercios en la ciudad y sus alrededores.

### Éxito en su emprendimiento de lápices
Los lápices hechos de grafito puro se desmoronaban y rompían fácilmente. Así, en 1771, Faber emprendió los primeros intentos de mejorar los lápices combinando grafito molido con azufre, antimonio y resinas aglutinantes. La técnica de pegar lápices en palos de madera ya era muy conocida en Núremberg en ese momento, pero Faber no la utilizó.
Durante la vida de Faber, su negocio de producción de lápices todavía era de pequeña escala. Con su pequeño taller sentó las bases de una fábrica de lápices que su bisnieto Johann Lothar Freiherr von Faber amplió a la mundialmente famosa marca Faber-Castell a mediados del siglo XIX. La empresa sigue siendo propiedad de los descendientes de Faber, actualmente en la octava generación.
La Calle Kaspar Faber (Kaspar-Faber-Straße) en Bremen-Oberneuland recibió su nombre en 2000.

## Biografía
- Asta Scheib (2009), Eine Zierde in ihrem Hause: Die Geschichte der Ottilie von Faber-Castell (en alemán) (8. edición), Rowohlt, p. 768, ISBN 978-3499331725.
- Gerhard Hirschmann: Stein bei Nürnberg – Geschichte eines Industrieortes. Frankenverlag Spindler: Nürnberg 1962, 259 S.
- Gerhard Hirschmann: Stein – vom Industrieort zur Stadt. Erweiterte und fortgeführte 2. Auflage, Lorenz Spindler Verlag: Nürnberg 1991, 313 S.

- Datos: Q1735039